# Entomophthora exitialis
Entomophthora exitialis är en svampart som beskrevs av I.M. Hall & P.H. Dunn 1957. Entomophthora exitialis ingår i släktet Entomophthora och familjen Entomophthoraceae.   Inga underarter finns listade i Catalogue of Life.